# David Fermer
David Fermer (* 1973  in Luzern, Schweiz) ist ein britischer Buchautor.

## Leben
Fermer wurde in Luzern in der Schweiz geboren. Seine Eltern waren Engländer und im Alter von vier Jahren gingen sie mit ihm nach England zurück in das Dorf Cookham Dean. Bereits im Alter von elf Jahren drehte er mit einem Freund selber Filme. Später studierte Fermer „Kunst und Design“ am Central Saint Martins College und „Film & Video“ am London College of Printing in London. Sein Diplom machte er an der deutschen Film- und Fernsehakademie (dffb) in Berlin. Trotz schlechter Deutschkenntnisse arbeitete er als Aufnahmeleiter und Produktionsleiter im Filmbusiness.
Im Jahr 2000 bekam Fermer in Cajamarca Peru eine Anstellung als Lehrer. Dort begann er Texte zu schreiben. Nach einem Jahr kehrte er nach Berlin zurück, wo er einen Teilzeitjob als Lehrer für Kunst und Englisch ausübte. Während dieser Zeit setzte er das Schreiben und Übersetzen fort. 2003 ging Fermer nach Köln, wo er heiratete und sich dem Schreiben widmete.
Ein Freund von Fermer beschaffte ihm einen Vertrag beim Thienemann Verlag. Zu seinen bekanntesten Werken zählt die Nonstop-Reihe, welche zweisprachig und aus zwei Perspektiven für Teenager geschrieben werden. Bisher sind sechs Exemplare dieser Reihe erschienen.

## Bücher
- Nonstop Hiphop. Thienemann Verlag, 2005, ISBN 978-3-522-17715-3.
- zusammen mit Sabine Both, Andreas Dierßen, Johannes Streif u.v.m.: Am Tag, als ich Weltmeister wurde: 12 Fußballgeschichten. 1. Auflage. Baumhaus Medien, 2006, ISBN 978-3-8339-3168-0.
- Nonstop BMX. Thienemann Verlag, 2006, ISBN 978-3-522-17820-4.
- Nonstop Survival. Thienemann Verlag, 2007, ISBN 978-3-522-17889-1.
- Nonstop Chatten. Thienemann Verlag, 2007, ISBN 978-3-522-17890-7.
- Nonstop Fußball. Thienemann Verlag, 2008, ISBN 978-3-522-17981-2.
- Rats. Thienemann Verlag, 2008, ISBN 978-3-522-17978-2.
- Coast to coast. Cornelsen Verlag 2016, ISBN  978-3-060-35271-5.
- Nonstop Superstar. Thienemann Verlag, 2009, ISBN 978-3-522-20026-4.
- Mit Vollgas durch die Wüste. Thienemann Verlag, 2009, ISBN 978-3-522-18158-7.
- Justice. 1. Auflage. Thienemann Verlag, 2009, ISBN 978-3-522-20055-4.
- Das Z-Team.  Thienemann Verlag, 2010, ISBN 978-3-522-18189-1.
- Surf4Ever. 1. Auflage. Thienemann Verlag, 2011, ISBN 978-3-522-20109-4.
- Riot. 1. Auflage. Thienemann Verlag, 2012, ISBN 978-3-06-033180-2.
- The Pit. 1. Auflage. 2013, ISBN 978-3-06-033221-2.